# Stockholm Open 2019 - Doppio
Luke Bambridge e Jonny O'Mara erano i detentori del titolo, ma hanno deciso di non partecipare insieme. Bambridge ha fatto coppia con Ben McLachlan perdendo al primo turno contro Wesley Koolhof e Fabrice Martin, mentre O'Mara ha fatto coppia con Ken Skupski perdendo al primo turno contro Mate Pavić e Bruno Soares.
In finale Henri Kontinen e Édouard Roger-Vasselin hanno sconfitto Pavić e Soares con il punteggio di 6-4, 6-2.

## Teste di serie
1. Jean-Julien Rojer /  Horia Tecău (semifinale)
2. Ivan Dodig /  Filip Polášek (quarti di finale)

1. Mate Pavić /  Bruno Soares (finale)
2. Wesley Koolhof /  Fabrice Martin (semifinale)

## Wildcard
1. André Göransson /  Nathaniel Lammons (quarti di finale)

1. Elias Ymer /  Mikael Ymer (primo turno)

## Tabellone

### Legenda
| - Q = Qualificato - WC = Wild card - LL = Lucky loser | - ALT = Alternate - SE = Special Exempt - PR = Protected Ranking | - w/o = Walkover - r = Ritirato - d = Squalificato |

|  | Primo turno                 | Primo turno                        | Primo turno                        | Primo turno | Primo turno |  |  | Quarti di finale | Quarti di finale            | Quarti di finale            | Quarti di finale            | Quarti di finale |   |      | Semifinali | Semifinali         | Semifinali        | Semifinali                  | Semifinali                  |   |   | Finale | Finale | Finale | Finale | Finale |  |
|  |                             |                                    |                                    |             |             |  |  |                  |                             |                             |                             |                  |   |      |            |                    |                   |                             |                             |   |   |        |        |        |        |        |  |
|  | 1                           | J-J Rojer H Tecău                  | J-J Rojer H Tecău                  | 7           | 6           |  |  |                  |                             |                             |                             |                  |   |      |            |                    |                   |                             |                             |   |   |        |        |        |        |        |  |
|  |                             | N Monroe S Querrey                 | N Monroe S Querrey                 | 5           | 3           |  |  | 1                | J-J Rojer H Tecău           | J-J Rojer H Tecău           | 7                           | 6                |   |      |            |                    |                   |                             |                             |   |   |        |        |        |        |        |  |
|  | WC                          | A Göransson N Lammons              | A Göransson N Lammons              | 6           | 6           |  |  | WC               | A Göransson N Lammons       | A Göransson N Lammons       | 65                          | 2                |   |      |            |                    |                   |                             |                             |   |   |        |        |        |        |        |  |
|  |                             | P Andújar G Granollers             | P Andújar G Granollers             | 2           | 3           |  |  |                  |                             |                             |                             |                  |   |      | 1          | J-J Rojer H Tecău  | J-J Rojer H Tecău | 2                           | 5                           |   |   |        |        |        |        |        |  |
|  | 3                           | M Pavić B Soares                   | M Pavić B Soares                   | 6           | 7           |  |  |                  |                             | 3                           | M Pavić B Soares            | M Pavić B Soares | 6 | 7    |            |                    |                   |                             |                             |   |   |        |        |        |        |        |  |
|  |                             | J O'Mara K Skupski                 | J O'Mara K Skupski                 | 4           | 63          |  |  | 3                | M Pavić B Soares            | M Pavić B Soares            | 6                           | 6                |   |      |            |                    |                   |                             |                             |   |   |        |        |        |        |        |  |
|  | WC                          | E Ymer M Ymer                      | E Ymer M Ymer                      | 6           | 1           |  |  |                  | R Albot R Lindstedt         | R Albot R Lindstedt         | 3                           | 3                |   |      |            |                    |                   |                             |                             |   |   |        |        |        |        |        |  |
|  |                             | R Albot R Lindstedt                | R Albot R Lindstedt                | 7           | 6           |  |  |                  |                             |                             |                             |                  |   |      | 3          | M Pavić B Soares   | M Pavić B Soares  | 4                           | 2                           |   |   |        |        |        |        |        |  |
|  | R Bopanna D Sharan          | R Bopanna D Sharan                 | R Bopanna D Sharan                 | 65          | 4           |  |  |                  |                             |                             |                             |                  |   |      |            |                    |                   | H Kontinen É Roger-Vasselin | H Kontinen É Roger-Vasselin | 6 | 6 |        |        |        |        |        |  |
|  | D Inglot A Krajicek         | D Inglot A Krajicek                | D Inglot A Krajicek                | 7           | 6           |  |  |                  | D Inglot A Krajicek         | D Inglot A Krajicek         | 69                          | 65               |   |      |            |                    |                   |                             |                             |   |   |        |        |        |        |        |  |
|  |                             | L Bambridge B McLachlan            | L Bambridge B McLachlan            | 6           | 4           |  |  | 4                | W Koolhof F Martin          | W Koolhof F Martin          | 7                           | 7                |   |      |            |                    |                   |                             |                             |   |   |        |        |        |        |        |  |
|  | 4                           | W Koolhof F Martin                 | W Koolhof F Martin                 | 7           | 6           |  |  |                  |                             |                             |                             |                  |   |      | 4          | W Koolhof F Martin | 3                 | 6                           | [14]                        |   |   |        |        |        |        |        |  |
|  | H Kontinen É Roger-Vasselin | H Kontinen É Roger-Vasselin        | H Kontinen É Roger-Vasselin        | 6           | 6           |  |  |                  |                             |                             | H Kontinen É Roger-Vasselin | 6                | 3 | [16] |            |                    |                   |                             |                             |   |   |        |        |        |        |        |  |
|  | T Fritz R Opelka            | T Fritz R Opelka                   | T Fritz R Opelka                   | 4           | 4           |  |  |                  | H Kontinen É Roger-Vasselin | H Kontinen É Roger-Vasselin | 7                           | 7                |   |      |            |                    |                   |                             |                             |   |   |        |        |        |        |        |  |
|  |                             | H Podlipnik-Castillo T-S Weissborn | H Podlipnik-Castillo T-S Weissborn | 2           | 2           |  |  | 2                | I Dodig F Polášek           | I Dodig F Polášek           | 62                          | 5                |   |      |            |                    |                   |                             |                             |   |   |        |        |        |        |        |  |
|  | 2                           | I Dodig F Polášek                  | I Dodig F Polášek                  | 6           | 6           |  |  |                  |                             |                             |                             |                  |   |      |            |                    |                   |                             |                             |   |   |        |        |        |        |        |  |